# Мюлхайм
Вижте пояснителната страница за други значения на Мюлхайм.
Мюлхайм (на немски: Müllheim, на алемански: Mille или Mülle) e град в Баден-Вюртемберг, Германия, с 18 664 жители (към 31 декември 2015).